# Jorge Basadre
Jorge Alfredo Basadre Grohmann (Tacna, 12 de febrero de 1903-Lima, 29 de junio de 1980) fue un historiador e historiógrafo peruano de la etapa republicana y contemporánea de su país. Fue además un crítico y estudioso de la literatura; un político que desempeñó importantes cargos públicos en el campo de la educación y la cultura, y llegó a ser ministro de Educación en 2 oportunidades (en 1945, cerca de 4 meses, y de 1956 a 1958); así como maestro y educador de varias generaciones, como catedrático visitante y profesor. Fue director de la Biblioteca Nacional del Perú, encargándose de su reconstrucción y reorganización tras el incendio que sufriera en 1943.
Es autor de la Historia de la República del Perú, considerada la obra más relevante de la historiografía peruana del siglo XX, una obra que reeditó y amplió muchas veces desde 1939, hasta alcanzar los 16 tomos en 1968, y que ha continuado siendo reeditada tras su fallecimiento.

## Biografía

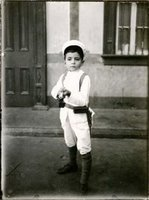
Basadre vestido de soldado en su natal Tacna, a inicios del siglo.

Jorge Basadre Grohmann nació en Tacna el 12 de febrero de 1903, siendo hijo de Carlos Basadre Forero, ingeniero tacneño, y de Olga Eloísa Grohmann Butler, peruana de ascendencia alemana. Fue inscrito en el Registro Civil de Chile, el 18 de abril de 1903. El historiador mencionó que su abuelo, Carlos Basadre Izarnótegui se había casado en Tacna en 1855 con María de la Concepción Forero y Ara, hija de Manuela Ara y Robles, quien habría sido a su vez hija de José Toribio Ara y Cáceres, último cacique de Tacna y prócer de la independencia.
Tacna, al igual que Arica, estaba desde 1880 bajo administración chilena, a la espera de la realización de un plebiscito que debía decir si retornaba a la jurisdicción de Perú o permanecía en la de Chile. La población tacneña defendía su derecho a seguir siendo peruana, ambiente que marcó profundamente la personalidad de Basadre, según su propia confesión.
Basadre comenzó su formación en el liceo Santa Rosa, escuela peruana que funcionaba clandestinamente en Tacna. En 1909 falleció su padre y en 1912 se trasladó junto con el resto de su familia a Lima, donde prosiguió sus estudios escolares en el Colegio Alemán, culminándolos en el Colegio Nacional Nuestra Señora de Guadalupe, en 1918.
En 1919 ingresó a la Universidad Nacional Mayor de San Marcos, donde se doctoró en Letras con su tesis «Contribución al estudio de la revolución social y política del Perú durante la República» (1928). También se doctoró en Derecho, con su tesis sobre «Las fuentes de la historia del Derecho peruano» (1935). Se recibió de abogado.
Siendo estudiante, intervino en el Conversatorio Universitario de 1919, junto con otros jóvenes estudiantes de la llamada Generación de la Reforma. Por esa época prestó servicios en la Biblioteca Nacional del Perú, primero como auxiliar y después como conservador (1919-1930). Además, se desempeñó como profesor de historia en diversos colegios de Lima.

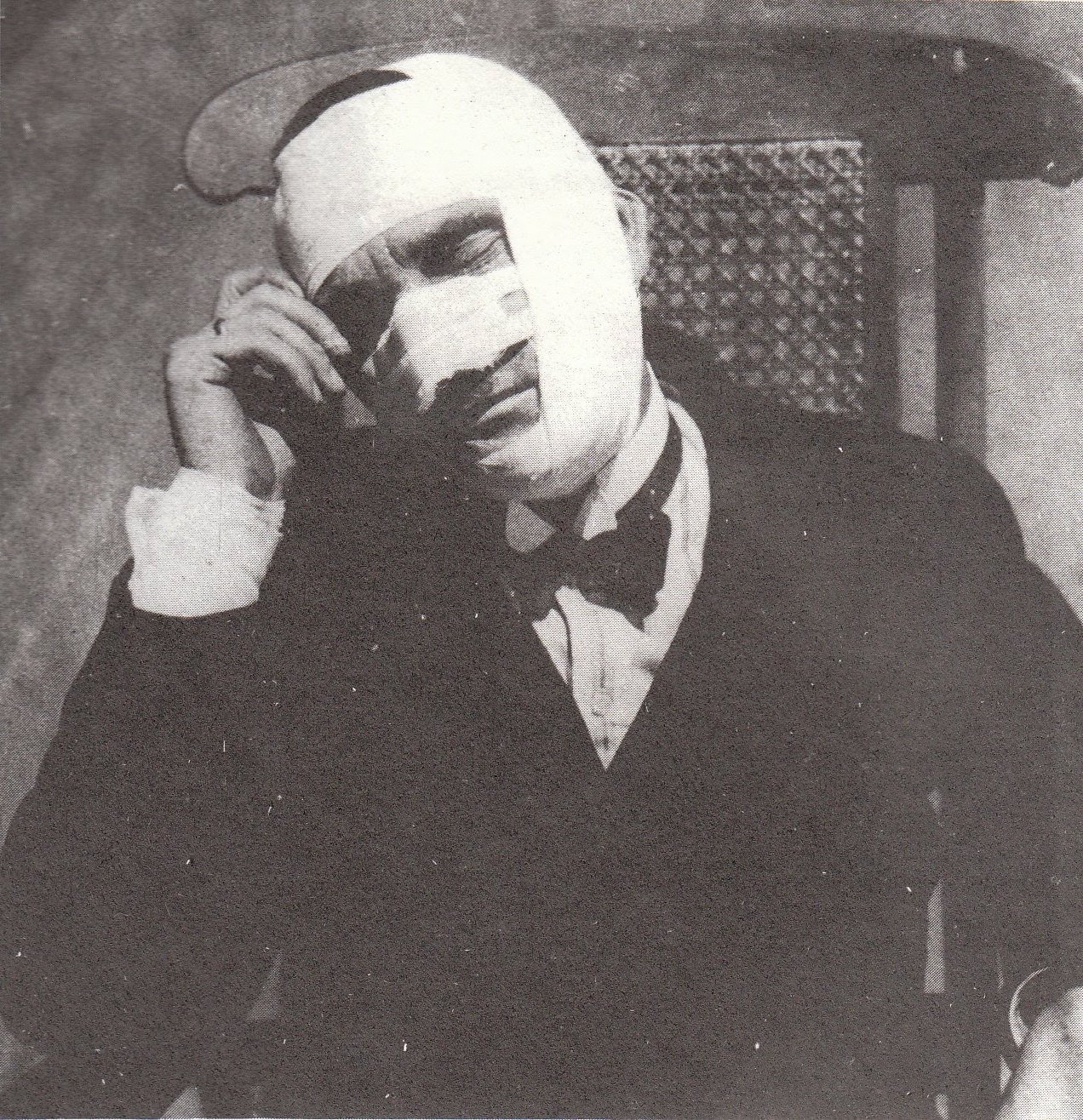
Basadre herido de una pedrada en la frente por una turba chilena contraria al retorno de Tacna y Arica al Perú. Arica, mayo de 1926. Foto del diario El Comercio de Lima.

Entre 1925 y 1926 formó parte de la delegación peruana que fue enviada al sur para coordinar la realización del plebiscito de Tacna y Arica. Se hallaba cumpliendo dicha labor, cuando fue herido de una pedrada en la cabeza, arrojada por un mazorquero. El plebiscito no llegó a realizarse por falta de garantías. Dos años después, Tacna fue reincorporada definitivamente al Perú, mientras que Arica permaneció en poder de Chile (1929).
En 1928 inició su carrera docente en la Universidad de San Marcos, y por ser el catedrático más joven (26 años de edad), a invitación del rector Alejandro Deustua leyó el discurso de apertura del año universitario, el 1 de abril de 1929. Luego fue nombrado Director de la Biblioteca Central de la Universidad de San Marcos, cargo que desempeñó de 1930 a 1931.
Gracias a una beca otorgada por la Fundación Carnegie, en 1931 viajó a Estados Unidos para estudiar la organización de bibliotecas. Enterado del receso de la Universidad de San Marcos, decidió pasar a Europa. Siguió cursos en la Universidad de Berlín y realizó investigaciones en archivos de España en la Universidad de Sevilla.
Retornó al Perú en 1935 y retomó la dirección de la Biblioteca de San Marcos, cargo que ejerció hasta 1942. También fue redactor del Boletín Bibliográfico de dicha Biblioteca.
Tras el incendio de la Biblioteca Nacional del Perú, ocurrido en mayo de 1943, el presidente Manuel Prado y Ugarteche le encomendó la dirección de dicho establecimiento, con la enorme misión de reconstruirlo y reorganizarlo. Fundó varias publicaciones, como la revista Fénix y el Anuario Bibliográfico Peruano, creó la Escuela Nacional de Bibliotecarios en 1944 y se dedicó a la recolección de nuevos fondos bibliográficos. Tras enfrentar largas jornadas de trabajo y vencer grandes dificultades, en septiembre de 1948 pudo reabrir finalmente la renovada Biblioteca Nacional.
Durante el gobierno de José Luis Bustamante y Rivero fue ministro de Educación Pública,  de 28 de julio a 11 de octubre de 1945, formando parte del primer gabinete de dicho gobierno encabezado por Rafael Belaunde Diez Canseco.
En 1948 dejó la dirección de la Biblioteca Nacional y pasó a ser director del Departamento de Asuntos Culturales de la Unión Panamericana, cargo que ejerció hasta 1950. A su retorno al Perú el año siguiente, se dedicó a la ampliación de su investigación historiográfica gracias a una beca Rockefeller y se reincorporó a la enseñanza en San Marcos -de la que retiraría definitivamente en 1956. En 1952, se trasladó nuevamente a Estados Unidos a ocupar una cátedra en la Universidad de Virginia, la misma a la que regresó en 1954. 
En 1956, en el segundo gobierno de Manuel Prado Ugarteche fue nuevamente designado ministro en la cartera de Educación. Permaneció en dicho cargo hasta que motivos de salud lo alejaron del gabinete dos años después. A partir de esta fecha, se retiró de la vida pública consagrándose por entero a la investigación histórica. Para realizar tal labor, contó con el apoyo financiero de diversos auspiciadores. Regresó a Estados Unidos gracias a una beca de la OEA y al apoyo de la Biblioteca del Congreso estadounidense en 1961 y la recibió el honor de profesor emérito de San Marcos en 1962.
Se casó con Isabel Ayulo y tuvo un hijo llamado Jorge Basadre Ayulo.
Murió en Lima el 29 de junio de 1980, a los 77 años de edad.

## Vida académica
Con respecto al campo académico, empezó como catedrático en la Universidad Nacional Mayor de San Marcos en 1928, dictando un curso de Historia del Perú. En 1929 asumió la cátedra titular de Historia de la República del Perú, y en 1935 la de Historia del Derecho Peruano, las cuales mantuvo hasta 1954 (aunque con intervalos por motivo de ausencias fuera del país), cuando se apartó de la docencia profesional para dedicarse íntegramente a la investigación.
Además, fue profesor de Historia del Perú en el Colegio Guadalupe (1929-1931) y en el Instituto Pedagógico Nacional (1930-1931); ejerció la cátedra doctoral de Historia del Perú en la Pontificia Universidad Católica del Perú (1935); y fue profesor de Historia crítica de Perú en la Escuela Militar de Chorrillos (1941-1945). También fue profesor en diversos centros de enseñanza superior de Argentina, España y Estados Unidos.
Fue secretario general del XXVII Congreso Internacional de Americanistas, con sede en Lima (1939).
Fue presidente del Instituto Histórico del Perú (actual Academia Nacional de la Historia), de 1956 a 1962; miembro de la Academia Peruana de la Lengua (desde 1941) y miembro de la Sociedad Geográfica de Lima.

## Publicaciones
Jorge Basadre Grohmann dejó una extensa producción bibliográfica. Sus obras principales son:
- Equivocaciones (1928, editado conjuntamente con el libro de Luis Alberto Sánchez, Se han sublevado los indios), es un libro que reúne ensayos de crítica literaria.[15]
- La iniciación de la República (2 vols., 1929-1930), con el subtítulo de Contribución al estudio de la evolución política y social del Perú. Es un estudio sobre las clases sociales, las doctrinas y los sucesos políticos de las primeras décadas de la República del Perú. El plan original era abarcar desde los inicios de la República hasta el año 1872, pero la obra solo llega hasta 1840.[16]
- La multitud, la ciudad y el campo en la historia del Perú (1929), discurso leído en la apertura del año académico en San Marcos, ante el presidente Augusto B. Leguía. En esta pieza analiza el papel desempeñado por las masas, las ciudades y las zonas rurales en la historia peruana desde la época prehispánica.[17]
- Perú: problema y posibilidad. Subtitulada Ensayo de una síntesis de la evolución histórica del Perú. (1931; reeditado con un apéndice en 1978 con "algunas reconsideraciones 47 años después").[9] En este ensayo, el autor afirma que la misión de la historia es no solo ver lo que el Perú ha sido, sino también lo que no ha sido: que el Perú es un problema, pero también una posibilidad. En sucesivos capítulos abarca la formación histórica, los hechos, las clases sociales y las ideas políticas del país. Según Basadre, existen razones para dudar del porvenir del Perú, pero también queda en pie la esperanza, si se compara la situación de principios de la República con la época contemporánea. Deposita su esperanza en el socialismo.[18]
- Escritos y Discursos. Tomo II (1934), recopilación de la obra del pensador Bartolomé Herrera.[19]
- Historia del Derecho Peruano (1937), primer volumen de una obra redactada para servir de texto de consulta a los alumnos de la Facultad de Derecho.[20] Se divide en tres secciones: Nociones generales, Época prehispánica y Fuentes de la época colonial.[21].
- Literatura inca (1938), introducción histórica y antología, como parte de la Biblioteca de Cultura Peruana dirigida por Ventura García Calderón).[22]
- Historia de la República del Perú (inicialmente editada en un volumen en 1939, fue sucesivamente modificada y ampliada hasta alcanzar en la sexta edición, 1968-1969, dieciséis volúmenes más un tomo de bibliografía general)[23] considerada la obra más relevante de la historiografía peruana del siglo XX.[2] La obra ha continuado reeditándose después de la muerte de Basadre, hasta el 2005, cuando salió la novena edición, en 18 tomos.[24]
- La promesa de la vida peruana (1943 y aumentada en 1958), ensayo en donde sostiene la tesis de que los americanos lucharon por la Independencia no por reivindicaciones personales, sino movidos por la promesa de una vida mejor.[25]
- El conde de Lemos y su tiempo (1945), biografía del virrey del Perú Conde de Lemos y a la vez una descripción política, social y económica del Perú del siglo XVII.[21]
- Meditaciones sobre el destino histórico del Perú (1947), compilación de ensayos publicados desde 1937 y que constituye «un esfuerzo para comprender el Perú en su aspecto más fértil, en su voluntad de camino, en su misión y en su esperanza». Entre dichos ensayos figura «La promesa de la vida peruana» anteriormente mencionada.[25]
- Chile, Perú y Bolivia independientes (1948), tomo XXV de la Historia de América y de los pueblos americanos dirigida por Antonio Ballesteros y Beretta.[22] Allí traza la historia de las tres repúblicas desde la independencia hasta 1943.[25]
- Fundamentos de la historia del Derecho (1956), donde analiza la teoría y técnica de la historia del derecho, el alcance del derecho en el tiempo y las características de la evolución jurídica peruana. Dicho libro fue dedicado a Manuel Vicente Villarán, quien fue la guía para su ingreso a la enseñanza de la historia del Derecho.[25]
- El Perú en la cronología universal, 1776-1801 (1957), en colaboración con María Isabel Pastor.[22]
- Infancia en Tacna (1959).[22]
- Materiales para otra morada (1960), ensayos sobre temas de educación y cultura.[22]
- Historia de la Cámara de Comercio de Lima (1963), desde su fundación hasta 1938 y el estudio sobre los años posteriores por Rómulo Ferrero Rebagliati.[22]
- En la Biblioteca Nacional. Ante el problema de las elite (1968).[22]
- Introducción a las bases documentales para la Historia de la República del Perú, con algunas reflexiones (dos volúmenes, más un fascículo de índices, 1971), especie de bibliografía de su Historia de la República, con aclaraciones y orientaciones para quienes tengan interés en temas, autores o periodos de la misma, organizados sistemáticamente con algunos comentarios.[26]
- El azar en la historia y sus límites (1973), con un apéndice sobre la serie de probabilidades dentro de la emancipación peruana,[22] donde incursiona sobre el azar en la teoría de la historia, afirmando que solo existe un azar relativo y nunca absoluto.[27]
- Conversaciones con Basadre (1974), una serie de conversaciones entre Basadre y su discípulo, Pablo Macera, en estas conversaciones Basadre y Macera intercambian opiniones sobre la historia del Perú, reflexiones sobre el pasado, presente y futuro.
- La vida y la historia (1975, y aumentada en 1981),[22] ensayos sobre personas, lugares y problemas. Narra los recuerdos de su infancia y juventud, y otros aspectos de sus memorias.[28]
- Recuerdos de un bibliotecario peruano: 1919-1930; 1930-1932; 1935-1942; 1943-1948; 1956-1958 (1975): Sobre su labor como director de la Biblioteca Nacional del Perú.
- Apertura (1978), selección de textos sobre temas de historia, educación, cultura y política, recopilados por Patricio Ricketts.[22]
- Elecciones y centralismo en el Perú (1980), apuntes para un esquema histórico.[22]
- Sultanismo, corrupción y dependencia en el Perú republicano (póstumo, 1981), ensayo.[22]

## Premios y reconocimientos
- Premio Rafael Heliodoro Valle, otorgado en México (1977).[2]
- Premio Nacional de Cultura en el área de Ciencias Humanas (1975).[2]
- Palmas Magisteriales en el grado de Amauta (1965).[2]
- Orden El Sol del Perú en el grado de Gran Cruz (1979).[29]
- Una universidad peruana lleva su nombre, la Universidad Nacional Jorge Basadre Grohmann en Tacna.[30]
- Desde 1991, cuando el nuevo sol se convirtió en la moneda oficial de Perú, su retrato aparece en el billete S/100.[31]
- En 1988 se creó en Tacna una provincia que lleva su nombre en su honor.[32]